# 논리식
논리학에서 논리식(論理式, 영어: formula) 또는 정형 논리식(整型論理式, 영어: well-formed formula, 약자 WFF)은 어떤 논리 체계의 언어 속 기호들로 구성된 유한 문자열 가운데, 합법적인 ‘명제’로 여길 수 있는 것들이다. 명제 논리나 술어 논리에서, 논리식은 원자 명제와 논리 연산을 통해 재귀적으로 구성되며, 공리와 추론 규칙으로부터 다른 논리식들을 유도하는 증명에 참여한다. 이론의 모형 속에서 각 논리식은 그 모형에서의 구체적인 명제로 해석되어 참과 거짓 여부를 부여받는다.

## 정의
어떤 논리 체계 속에서, 논리식은 원자 논리식으로부터 논리 연산을 유한 번 가하여 얻을 수 문자열로 정의되며, 이는 보통 재귀적으로 정의된다.

## 같이 보기
- 헤이팅 대수
- 술어 논리
- 직관 논리
- 추론 형식
- 제어문